# Tiruppur
Tiruppur (tamil: திருப்பூர்) är en stad i den indiska delstaten Tamil Nadu och är centralort i ett distrikt med samma namn. Staden präglas av en omfattande textilindustri. Folkmängden uppgick till 444 352 invånare vid folkräkningen 2011, med förorter 963 173 invånare.